# جیلن سیروکی
جیلن سیروکی (به انگلیسی: Jilen Siroky) (زادهٔ ۲۰ نوامبر ۱۹۸۱) شناگر اهل ایالات متحده آمریکا است.